# Кингсвил (Онтарио)
Кингсвил (енгл. Kingsville) је градић у Канади у покрајини Онтарио. Према резултатима пописа 2011. у граду је живело 21.362 становника.

## Становништво
Према резултатима пописа становништва из 2011. у граду је живело 21.362 становника, што је за 2,2% више у односу на попис из 2006. када је регистровано 20.908 житеља.
| 2006.  | 2011.  |
| ------ | ------ |
| 20.908 | 21.362 |